# Yarty (fiume)

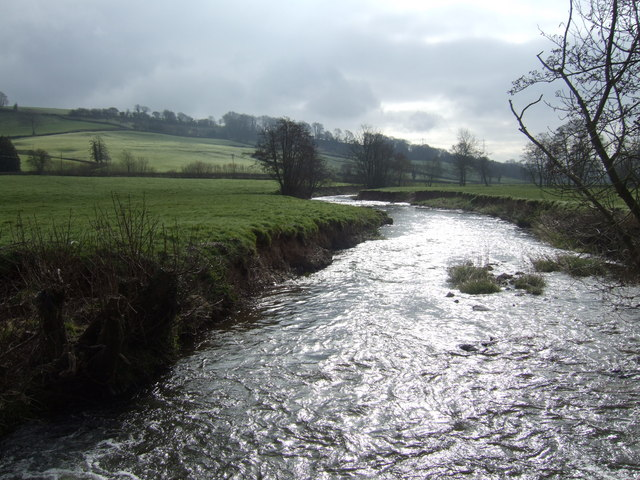
Il fiume Yarty che scorre nella valle tra Dalwood e Membury

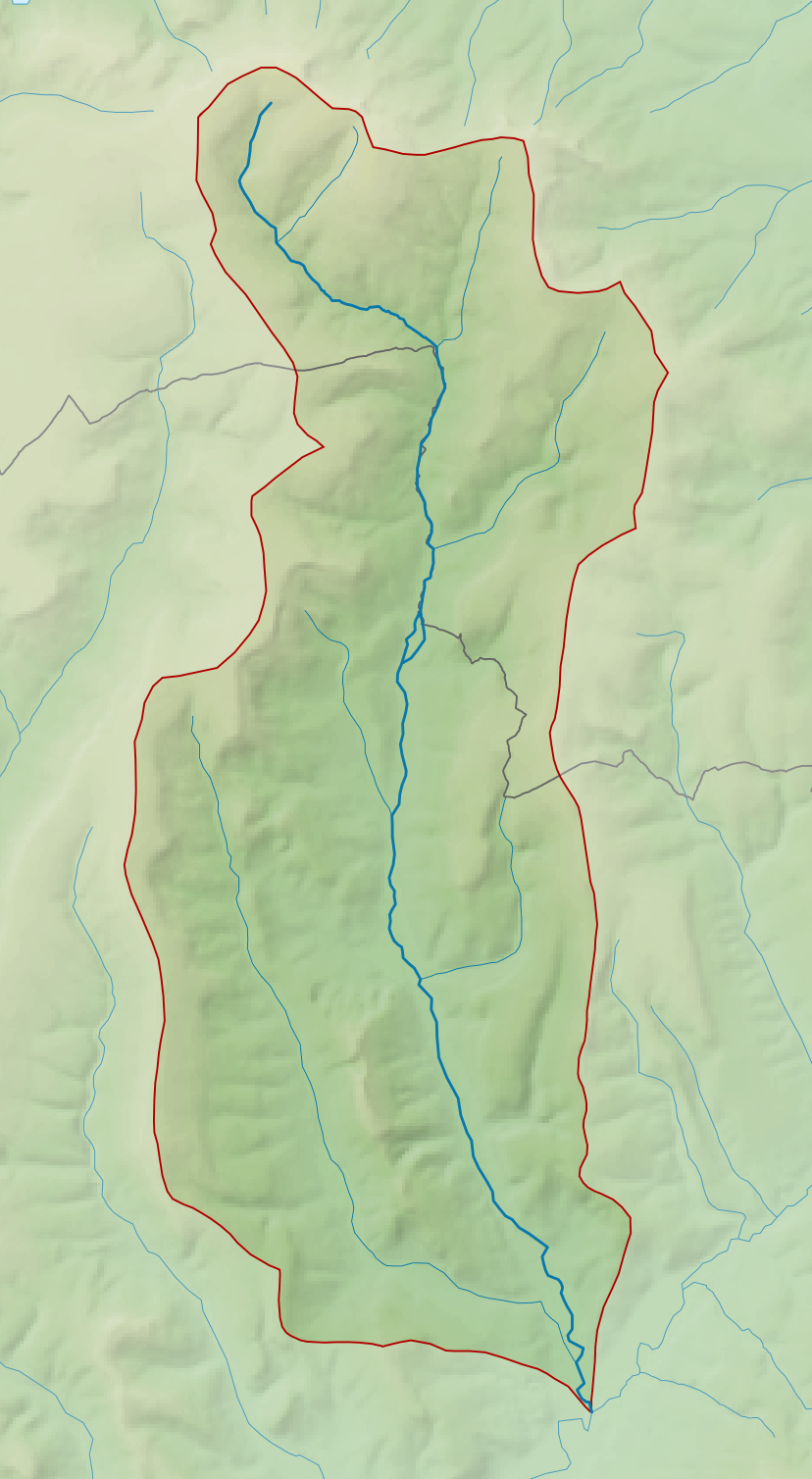
Mappa che mostra il corso e il bacino dello Yarty

Il fiume Yarty è un fiume nel Devon orientale, in Inghilterra, vicino al confine con Somerset e Dorset.

## Corso
Il fiume è lungo circa 26 chilometri (16 mi). Nasce a Staple Hill nelle Blackdown Hills. Scorre all'incirca a sud attraverso Bishopswood, seguendo brevemente il confine tra Devon e Somerset, quindi tra Devon e Dorset seguendo un triplice punto di tutte e tre le contee, attraverso Marsh. Continua a formare una valle fluviale per gran parte del resto del suo corso, passando tra Yarcombe, Stockland, Dalwood e Membury fino a incontrare il fiume Axe appena a sud-ovest di Axminster, che continua fino al Canale della Manica.
L'A303, una delle strade principali che attraversa l'Inghilterra meridionale, attraversa lo Yarty su un alto viadotto a Marsh.  Più a sud, la A30 attraversa il fiume a est di Yarcombe, leggermente a ovest del confine tra Devon e Dorset.

## Storia
Il nome è di origine incerta ma si crede derivi dall'antico inglese. I villaggi di Yarcombe e Yartyford prendono entrambi il nome dal fiume.
L'area superiore forma una delle numerose bisezioni dell'area altrimenti collinare intorno alle Blackdown Hills. Poiché il fiume si trova in una valle relativamente profonda, è soggetto a inondazioni. A partire dagli anni '60 ci sono state numerose segnalazioni formalmente registrate di danni alla proprietà vicino allo Yarty.  La terra attraverso la pianura alluvionale dello Yarty è paludosa e difficile da attraversare. Nella tarda primavera del 1685 durante la Ribellione di Monmouth, ciò causò problemi quando l'esercito di Lord Albermarle non fu in grado di difendere l'avanzata del Duca di Monmouth verso nord da Lyme Regis verso Sedgemoor.